# Sân bay Atyrau
Sân bay Atyrau là một sân bay ở Atyrau, Kazakhstan (IATA: GUW, ICAO: UATG).  
Năm 2006, nhà ga được hiện đại hóa. Hiện sân bay này vẫn chưa có ống lồng dẫn khách giữa nhà ga với máy bay, vẫn sử dụng xe buýt.

## Các hãng hàng không và các tuyến điểm
- Air Astana (Aktau, Almaty, Amsterdam, Astana, Istanbul-Ataturk, Kyzylorda)
- Atyrau Airways (Moscow-Domodedovo)
- Scat Air (Aktau, Aktyubinsk, Almaty, Baku, Kyzylorda, Oral)
- Tahmid Air (Budapest)
- Transaero (Moscow-Domodedovo)
- Turkish Airlines (Istanbul-Atatürk) [bắt đầu năm 2008]

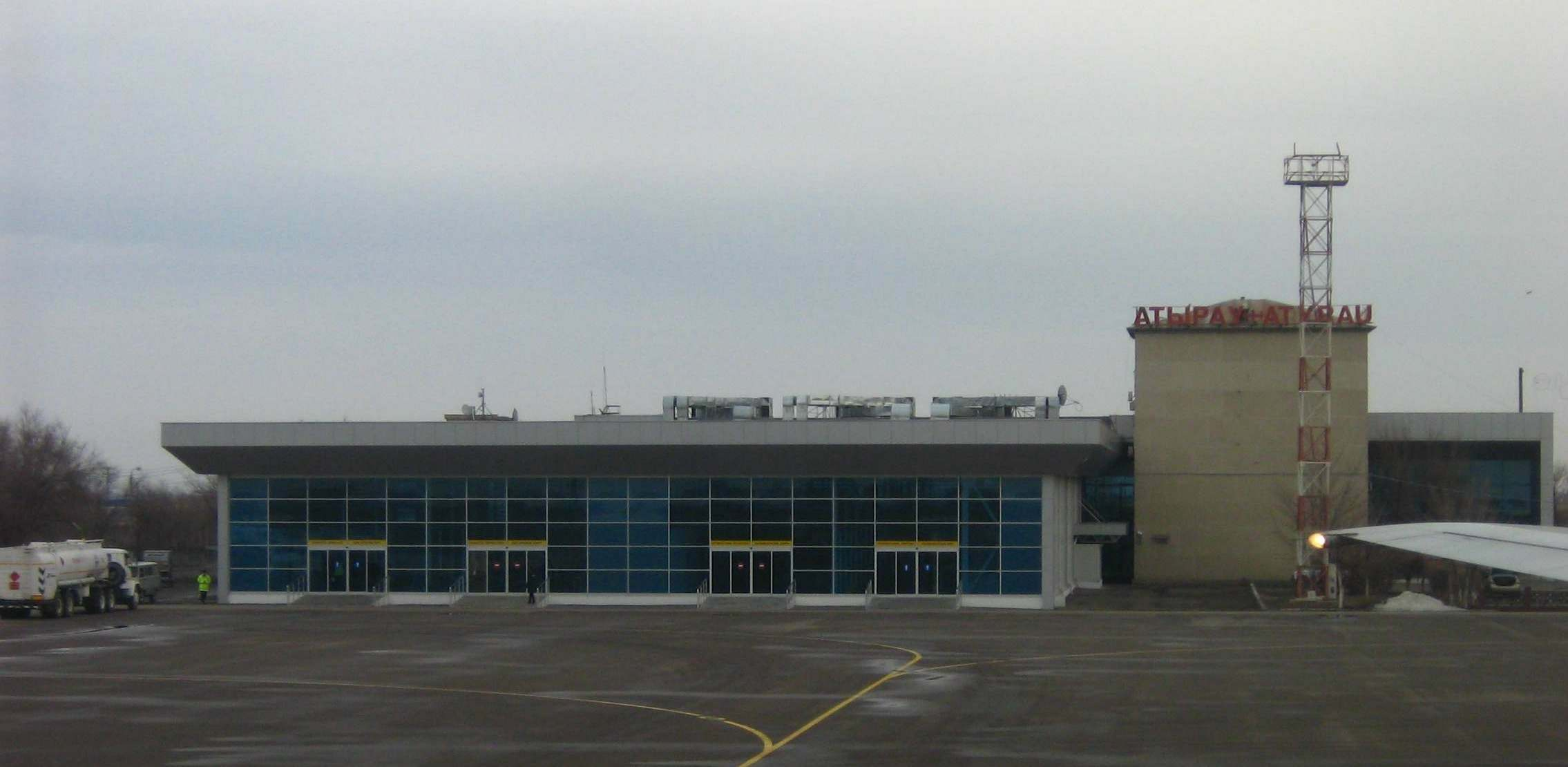
Nhà ga sân bay Atyrau